# Patrick Jonker
Patrick Jonker (født 25. maj 1969 i Amsterdam, Holland) er en tidligere australsk landevejscykelrytter. Han var en professionel rytter fra 1993 til 2004. Jonker repræsenterede Australien to gange under Sommer OL, i 1992 og 1996.

## Tour de France
- 1994 – Udgik på 17. etape
- 1996 – 12. plads
- 1997 – 62. plads
- 1998 – 34. plads
- 1999 – 97. plads